# Franklin County (Indiana)
Franklin County ist ein County im US-Bundesstaat Indiana der Vereinigten Staaten. Der Verwaltungssitz (County Seat) ist Brookville. 

## Geographie
Das County liegt im Südosten von Indiana, grenzt im Osten an Ohio und hat eine Fläche von 1014 Quadratkilometern, wovon 14 Quadratkilometer Wasserfläche sind. Es grenzt im Uhrzeigersinn an folgende Countys: Fayette County, Union County, Butler County und Hamilton County in Ohio, Dearborn County, Ripley County, Decatur County und Rush County. Das County ist Teil der Metropolregion Cincinnati.

## Geschichte

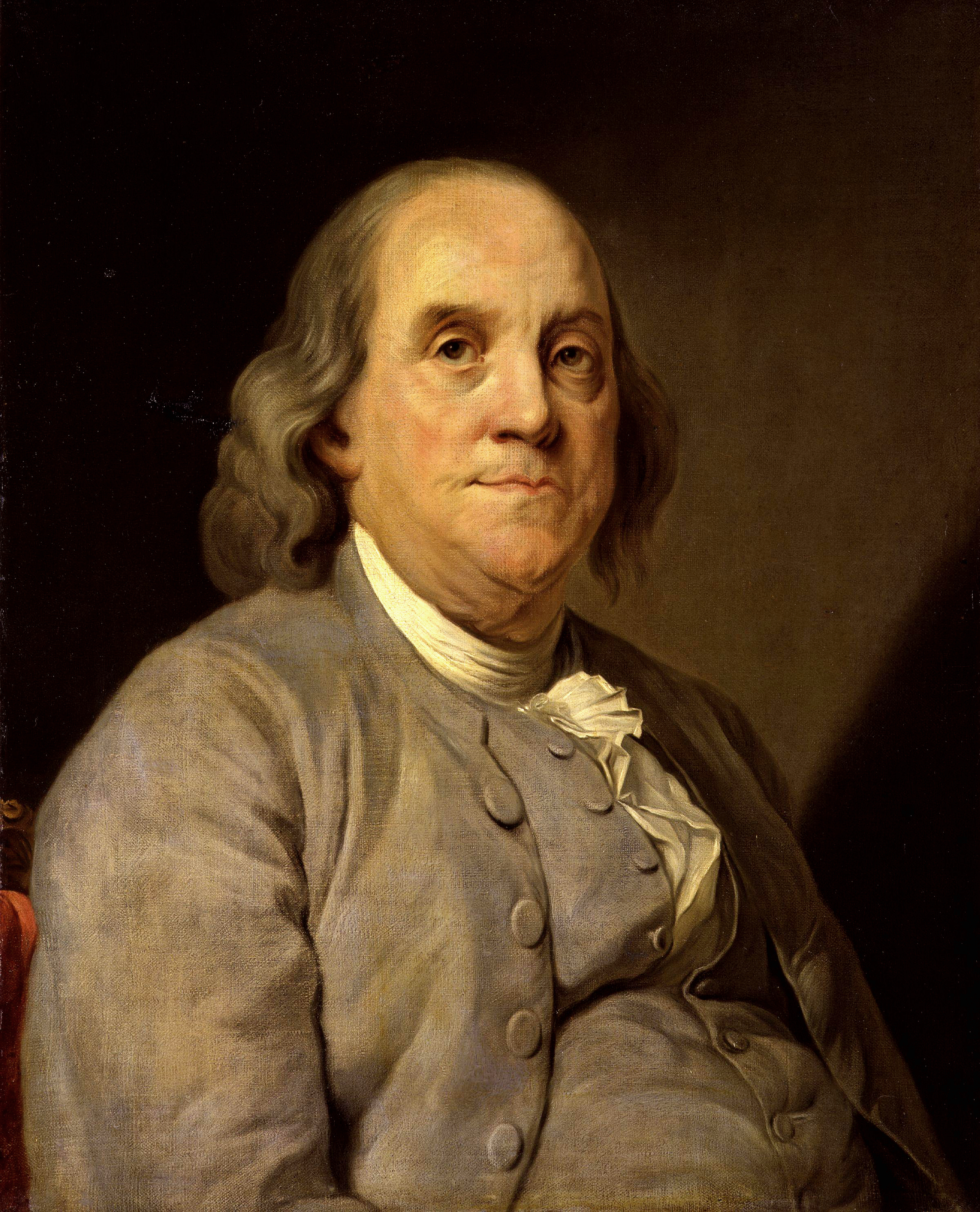
Benjamin Franklin

Franklin County wurde am 27. November 1810 aus Teilen des Clark County, des Dearborn County und des Jefferson County gebildet. Benannt wurde es nach Benjamin Franklin, einem nordamerikanischen Verleger, Staatsmann, Schriftsteller, Naturwissenschaftler, Erfinder, Naturphilosoph und Freimaurer.
In Rockdale steht die überdachte historische Snow Hill Covered Bridge. Die Brücke wurde vom National Register of Historic Places am 3. März 1995 mit der Nummer 95000208 aufgenommen. Insgesamt sind 13 Bauwerke und Stätten des Countys im National Register of Historic Places eingetragen (Stand 1. September 2017).

## Demografische Daten

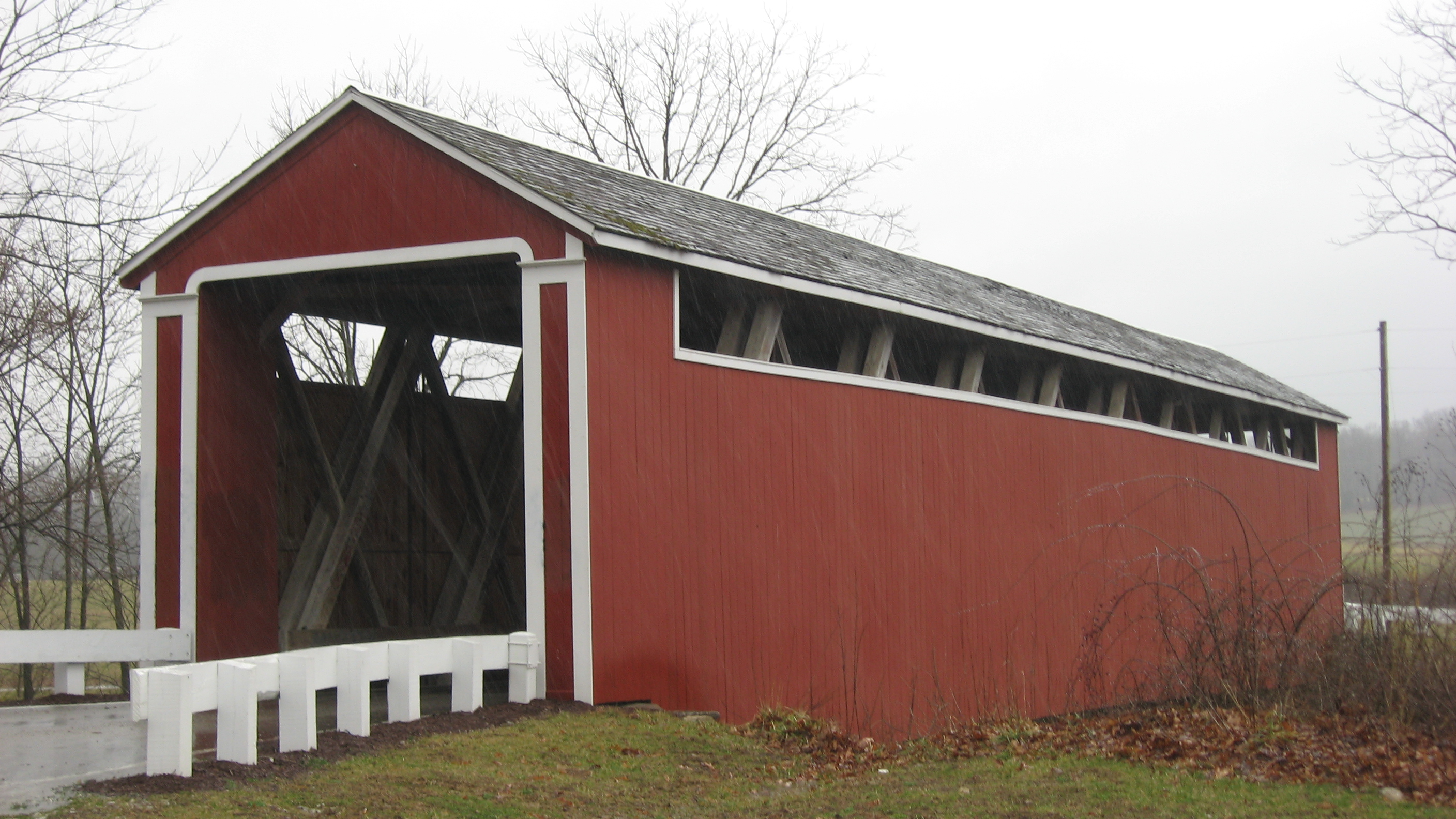
Stockheughter Covered Bridge, gelistet im NRHP

Nach der Volkszählung im Jahr 2000 lebten im Franklin County 22.151 Menschen in 7868 Haushalten und 6129 Familien. Die Bevölkerungsdichte betrug 22 Einwohner pro Quadratkilometer. Ethnisch betrachtet setzte sich die Bevölkerung zusammen aus 99,02 Prozent Weißen, 0,03 Prozent Afroamerikanern, 0,16 Prozent amerikanischen Ureinwohnern, 0,22 Prozent Asiaten, 0,02 Prozent Bewohnern aus dem pazifischen Inselraum und 0,09 Prozent aus anderen ethnischen Gruppen; 0,47 Prozent stammten von zwei oder mehr Ethnien ab. 0,47 Prozent der Bevölkerung waren spanischer oder lateinamerikanischer Abstammung.
Von den 7868 Haushalten hatten 37,6 Prozent Kinder unter 18 Jahre, die mit ihnen im Haushalt lebten. 66,0 Prozent waren verheiratete, zusammenlebende Paare, 8,0 Prozent waren allein erziehende Mütter und 22,1 Prozent waren keine Familien. 19,0 Prozent waren Singlehaushalte und in 8,8 Prozent lebten Menschen mit 65 Jahren oder darüber. Die Durchschnittshaushaltsgröße betrug 2,77 und die durchschnittliche Familiengröße lag bei 3,17 Personen.
28,1 Prozent der Bevölkerung waren unter 18 Jahre alt, 7,6 Prozent zwischen 18 und 24, 29,2 Prozent zwischen 25 und 44 Jahre. 22,6 Prozent zwischen 45 und 64 und 12,5 Prozent waren 65 Jahre alt oder älter. Das Durchschnittsalter betrug 36 Jahre. Auf 100 weibliche Personen kamen 99,7 männliche Personen. Auf 100 Frauen im Alter von 18 Jahren und darüber kamen 97,6 Männer.
Das jährliche Durchschnittseinkommen eines Haushalts betrug 43.530 USD, das Durchschnittseinkommen der Familien 50.171 USD. Männer hatten ein Durchschnittseinkommen von 33.998 USD, Frauen 24.516 USD. Das Prokopfeinkommen betrug 18.624 USD. 4,7 Prozent der Familien und 7,1 Prozent der Bevölkerung lebten unterhalb der Armutsgrenze.

## Orte im County
- Andersonville
- Batesville
- Bath
- Blooming Grove
- Brookville
- Buena Vista
- Cedar Grove
- Contreras
- Drewersburg
- Enochsburg
- Hamburg
- Highland Center
- Huntersville
- Klemmes Corner
- Lake View
- Laurel
- Metamora
- Midway
- Mixersville
- Mound Haven
- Mount Carmel
- New Fairfield
- New Trenton
- Oak Forest
- Oak Tree Crossroads
- Old Bath
- Oldenburg
- Palestine
- Peoria
- Peppertown
- Raymond
- Rockdale
- Saint Peter
- Scipio
- Sharptown
- South Gate
- Stavetown
- Whitcomb
- Youngs Corner

Townships
- Bath Township
- Blooming Grove Township
- Brookville Township
- Butler Township
- Fairfield Township
- Highland Township
- Laurel Township
- Metamora Township
- Posey Township
- Ray Township
- Salt Creek Township
- Springfield Township
- Whitewater Township